# Baependi (ort)
Baependi är en ort i Brasilien.   Den ligger i kommunen Baependi och delstaten Minas Gerais, i den sydöstra delen av landet, 800 km söder om huvudstaden Brasília. Baependi ligger 903 meter över havet och antalet invånare är 12 853.
Terrängen runt Baependi är kuperad åt nordost, men åt sydväst är den platt. Närmaste större samhälle är Caxambu, 4,8 km väster om Baependi.
Omgivningarna runt Baependi är huvudsakligen savann. Runt Baependi är det ganska glesbefolkat, med 23 invånare per kvadratkilometer.